# Elizma Nortje
Elizma Nortje (* 1. Februar 1966 in Windhoek, Südwestafrika) ist eine ehemalige namibische Tennisspielerin und aktuelle Tennistrainerin. Sie gilt sowohl nach Weltranglistenplätzen als auch Preisgeld als erfolgreichste Tennisspielerin im Einzel und Doppel Südwestafrikas bzw. Namibias. Sie war die erste Frau aus Namibia auf der WTA Tour.

## Sportliche Karriere
Nortje spielte in der Jugend für Südafrika und spielte anschließend College Tennis für die Alliant International University in San Diego. 1991 erreichte Nortje beim Turnier in Wimbledon die dritte Runde der Doppel-Qualifikation. Sie gewann im Doppel zudem zwei ITF-Turniere.
Nortje war von 1996 bis 1999 Präsidentin der Namibia Tennis Association (NTA). Von 2004 bis 2006 und 2012 bis 2013 führte Nortje als Teamchefin die namibische Billie-Jean-King-Cup-Mannschaft an. Seit 2016 ist sie Trainerin am Dennis Van der Meer Tennis Center in South Carolina.
Turniererfolge im Doppel
| Nr. | Datum          | Ort       | Kategorie | Belag     | Doppelpartnerin   | Finalgegnerin                        | Ergebnis       |
| --- | -------------- | --------- | --------- | --------- | ----------------- | ------------------------------------ | -------------- |
| 1.  | 28. April 1991 | Bracknell | ITF       | Hartplatz | Barbara Griffiths | Lynn Nabors Merete Balling-Stockmann | 6:3, 6:2       |
| 2.  | 12. April 1992 | Gaborone  | ITF       | Hartplatz | Louise Venter     | Liezel Horn Estelle Gevers           | 6:0, 6:72, 6:4 |